# To neznáte Hadimršku
To neznáte Hadimršku je český film z roku 1931 v režii Karla Lamače a Martina Friče, v němž hlavní roli vytvořil Vlasta Burian.

## Děj
Revident Popelec Hadimrška (Vlasta Burian) žije ve svém rodném městě Renešově, kde je zaměstnán ve filiálce bankovního domu Merkur. Také je velitelem dobrovolných hasičů. Je velmi pedantický, starý mládenec a až moc přísný ve svých povinnostech. Jednou si ho zavolá ředitel banky a oznámí mu, že pojede do Prahy k firmě Zlatník a spol., obchod s gramofonovými deskami, který je těsně před krachem a on jej má zachránit. Povolal ho tam generální ředitel Bruckmann (Jaroslav Marvan) a zároveň je ještě jmenován vrchním revidentem.
Hned po příchodu ztropí pořádný zmatek a prožene líné zaměstnance (Jindřich Plachta, Jan W. Speerger, Vladimír Borský, Gustav Hrdlička). Narazí na Bruckmanna a na majitele společnosti Jiřího Zlatníka (Otto Rubík), kteří ho hned pověří úkolem, jak zachránit podnik. Začne pronásledovat personál a také jim sníží mzdu. Finanční situaci může vyřešit sňatek s dcerou konzula Wielanda (Čeněk Šlégl), Astou Wielandovou (Marie Grossová), která má dostat milion korun věna, ale aby zjistila, co je ten Zlatník za člověka, tak se nechá zaměstnat pod jménem Máňa Nováková jako sekretářka v jeho firmě. Zlatníkovi by pomohl i rozchod s kabaretní zpěvačkou Mici Angorou (Meda Valentová), jež ho stojí moc peněz. Když se to od starého kamaráda a účetního Vychodila (Eman Fiala) Hadimrška dozví a když ho ještě Angora v kabaretu zesměšní, tak se velmi vztekne a chce ji z vily, kde bydlí a kterou jí Zlatník koupil, „vystrnadit“.
Ve vile se však uděje několik prekérních situací, Hadimrška naštve svého šéfa Bruckmanna (ten je také přítelem Angory), doslova odtud „vykope“ konzula Wielanda, urazí jeho dceru a málem uškrtí Zlatníkovu sestřenici (Světla Svozilová). Angora se díky Vychodilovi dozví jeho dávné tajemství, které proti němu použije. A Zlatník ho ještě počastuje urážkou, že je „vůl“… Hadimrška tak dostane záchvat, dokonce hned dva… Pak je nucen utéct jen v dámské košili, začnou jej honit policisté (Otto Heller, Jan Roth), v důsledku čehož se dostane do vězení, ve snu navštíví nebe a popovídá si s policejním komisařem (Jan Richter). Nakonec ale nepřímo pomůže postavit Zlatníkův podnik na nohy a Zlatník si vezme Astu, která mu odpustila. Bruckmann sice Hadimršku vyhodil, ale když se vrátil zpátky domů, bylo mu sděleno, že byl jmenován starostou Renešova a tak jej povýšil na přístav…

## Obsazení
| Vlasta Burian    | vrchní revident Popelec Hadimrška                      |
| Otto Rubík       | majitel gramofonové firmy Jiří Zlatník                 |
| Meda Valentová   | kabaretní zpěvačka Mici Angora                         |
| Marie Grossová   | konzulova dcera Asta Wielandová                        |
| Jaroslav Marvan  | generální ředitel banky Merkur Bruckmann               |
| Čeněk Šlégl      | konzul Wieland                                         |
| Jindřich Plachta | sluha u Zlatníka Puntík / anděl ve snu                 |
| Eman Fiala       | účetní u Zlatníka Vychodil                             |
| Jan W. Speerger  | prodavač u Zlatníka / anděl ve snu / učitel v Renešově |
| Světla Svozilová | nevěsta s milionem Aloisie, Zlatníkova sestřenice      |
| Josef Rovenský   | kapesní zloděj                                         |
| Jan Richter      | vyšetřující komisař                                    |

Dále hrají: Josef Novák (ředitel filiálky banky Merkur v Renešově), Helena Bergeová (uchazečka o místo sekretářky Máňa Nováková), Otto Heller (strážník), Jan Roth (strážník), František Černý (tlustý vězeň), Karel Jičínský (svatý Petr v nebi), Jindřich Adolf (prodavač u Zlatníka / strážník), Vladimír Borský (prodavač u Zlatníka), Gustav Hrdlička (prodavač u Zlatníka), Josef Kotalík (prodavač u Zlatníka), Přemysl Pražský (prodavač u Zlatníka), Arnold Reimann (prodavač u Zlatníka), Miloslav Svoboda (prodavač u Zlatníka), Antonín Šolc (prodavač u Zlatníka), Emanuel Trojan (prodavač u Zlatníka), Marie Kopecká (prodavačka u Zlatníka), Zdenka Palečková-Maschová (prodavačka u Zlatníka), Josef Rajský (policejní úředník), Josef Duffek (strážník), Viktor Nejedlý (kancelářský zřízenec filiálky banky Merkur v Renešově), Alfred Baštýř (anděl ve snu), Bohumil Langer (sluha u ředitele Bruckmanna v bance Merkur), Vladimír Smíchovský (člen delegace městské rady v Renešově), František Lašek (člen delegace městské rady v Renešově), Alfred Schlesinger (člen delegace městské rady v Renešově), Karel Němec (anděl ve snu), Felix Kühne (židovský anděl ve snu), Markéta Bergeová (služebná u Angory), Lída Theimerová (zpěvačka v kabaretu Flora), Ada Dohnal (číšník v kabaretu Flora), Filip Balek-Brodský (občan v Renešově), František Jerhot (občan v Renešově), František Říha (občan v Renešově / zákazník u Zlatníka), Milka Balek-Brodská (občanka v Renešově), Eliška Jílková (občanka v Renešově), Roza Schlesingerová (občanka v Renešově), Emil Dlesk (zákazník u Zlatníka)

## Tvůrci a štáb
- Režie: Karel Lamač
- Režijní spolupráce: Martin Frič
- Předloha: Franz Robert Arnold, Ernst Bach (divadelní hra „Pod dozorem věřitelů“)
- Scénář: Václav Wasserman, Fritz Anders
- Kamera: Otto Heller
- Vedoucí výroby: Otto Sonnenfeld
- Hudba: Jára Beneš
- Architekt: Vilém Rittershain, Hanuš Gödert, Heinz Fenchel
- Střih: Marie Bourová
- Zvuk: Helmuth Neumann
- Kostýmy: František Říha
- Dále spolupracovali: Rudolf Stahl (asistent režie), Jan Roth (vrchní osvětlovač), Willy Ströminger (fotoreportér)

## Technické údaje
- Rok výroby: 1931
- Premiéra: 16. října 1931
- Zvuk: zvukový
- Barva: černobílý
- Délka: 90 minut
- Druh filmu: komedie
- Země původu: Československo
- Jazyk: čeština
- Natočeno: v ateliéru, v Praze

## Zajímavosti
- Současně byla natočena také německá verze pod názvem Unter Geschäftsaufsicht za režie Karla Lamače, s Burianem v hlavní roli, Josefem Rovenským v malé roli kapesního zloděje (kterou si zahrál i v české verzi) a s německými herci
- Filmový debut Světly Svozilové
- Podle tohoto filmu získal automobil Tatra 57 lidovou přezdívku Hadimrška.[1]